# Ty246
Ty246 – seria ciężkich parowozów towarowych o układzie osi 1-5-0 (1'E), produkcji amerykańskiej, zbudowanych w 1946 roku dla PKP, eksploatowanych w Polsce od 1947 roku.

## Historia
W związku z niewystarczającymi parametrami użytkowymi parowozów serii Ty4 i Ty45 (niedostateczna moc kotłowa), oraz problemami eksploatacyjnymi trzycylindrowych Ty4, została w 1946 roku zamówiona partia 100 parowozów Ty246 produkcji trzech wiodących firm z USA. Parowozy wyprodukowano w ramach programu dostaw taboru dla zniszczonych podczas wojny kolei europejskich, mającego na celu także wykorzystanie mocy i stopniowe ograniczanie produkcji amerykańskiego przemysłu rozbudowanego dla produkcji wojennej. W celu dokonania wyboru i zamówienia odpowiedniej konstrukcji została w 1946 roku wysłana do USA komisja Ministerstwa Komunikacji, która również zapoznawała się z utrzymaniem i eksploatacją parowozów w warunkach amerykańskich, w celu przeniesienia na grunt polski ewentualnych usprawnień organizacyjnych. Parowóz został skonstruowany według polskich wytycznych, w rzadko stosowanym w USA układzie osi 1'E bez tylnego wózka, z uwagi na ograniczoną długość obrotnic i stanowisk naprawczych w Polsce. Dopuszczono przy tym wyższe naciski osi (20 ton), niż przyjęte dotąd dla polskich parowozów. Nowością miało być wyposażenie parowozów w stoker. Parowozy o numerach 1–40 wyprodukowało ALCO, 41–80 – Baldwin i 81–100 – Lima. Parowóz otrzymał na PKP nietypowe, nie do końca zgodne z zasadami nazewnictwa oznaczenie serii Ty246.
Zasadniczym przeznaczeniem parowozów, które otrzymały popularne przezwisko „truman” od prezydenta Trumana, było prowadzenie ciężkich składów towarowych na magistrali węglowej Śląsk-Porty. Pierwsze parowozy dotarły do Polski pod koniec września 1947 roku i 10 października 1947 roku Ty246-1 został przyjęty na inwentarz parowozowni Karsznice. Dostawy zakończyły się w lutym 1948 roku. 70 takich parowozów znajdowało się w lokomotywowni Karsznice, pozostałe w lokomotywowni Bydgoszcz Wschód. Parowozy bydgoskie, które obsługiwały zarówno trasę przez Tczew, jak i przez Kościerzynę miały zamontowane jako jedyne na PKP dwie sprężarki powietrza aby zapewnić dostateczną ilość powietrza dla instalacji hamulcowej pociągu na ostrych spadkach w rejonie Wielkiego Kacka. Nowe parowozy pozwoliły na usprawnienie przewozów, prowadząc składy o masie 2200–2500 ton. Drużyny parowozowe z Karsznic i Bydgoszczy Wschodniej wykorzystując odpowiednio osiągi tych parowozów prowadziły pociągi o ciężarze dochodzącym do 3000 ton przy planowanym obciążeniu 2200 ton. Do drugiej połowy lat 60. XX w. parowozy serii Ty246 wykorzystywano do obsługi ciężkich pociągów z węglem na trasie Śląsk – Gdynia. Po elektryfikacji tej trasy pojawiły się w lokomotywowniach Toruń, Kościerzyna, Gdynia Grabówek, Inowrocław, Olsztyn i Malbork, a także w lokomotywowniach Śląskiej DOKP, gdzie trafiły w sumie 63 parowozy.
W toku ponad 30-letniej eksploatacji „trumany” miały 3 poważne wypadki. 21 lutego 1962 roku na szlaku Babiak–Lipie Góry w momencie mijania się pociągu prowadzonego parowozem Ty246-17 z pociągiem pośpiesznym nastąpiła eksplozja kotła w parowozie Ty246-17. Zginęła drużyna parowozowa (maszynista i pomocnik), a kilkunastu pasażerów pociągu pośpiesznego zostało rannych. Pomimo poważnych uszkodzeń parowóz został odbudowany jako jedyny po eksplozji kotła w Polsce. 15 czerwca 1969 roku w okolicach Kościerzyny Ty246-84 zderzył się z pociągiem osobowym. W wypadku zginęło 7 osób a 14 zostało rannych. Parowóz został skasowany. 29 marca 1978 roku w Zabrzu Wschodnim wykoleił się Ty246-79. Parowóz zerwał kozioł oporowy na końcu toru i spadł z nasypu. Został złomowany na miejscu wypadku. Większość – 94 parowozy serii Ty246 dotrwały do 1978 roku, kiedy zdecydowano o kasacji serii. Ich kasacja została spowodowana rozwojem trakcji elektrycznej i zwiększonymi dostawami lokomotyw spalinowych serii ST44. Nie bez znaczenia były także coraz poważniejsze uszkodzenia kotła i ostoi spowodowane zmęczeniem materiału. Jako ostatnie były czynne do grudnia 1979 olsztyńskie Ty246-9 i -80, ale ostatnie skreślone z inwentarza lokomotywowni Gliwice Ty246-6 i -17, 11 czerwca 1981 po paroletnim postoju. Obecnie parowóz Ty246-22 można obejrzeć w skansenie kolejowym w Karsznicach.

## Konstrukcja
Parowóz Ty 246 cechował się wieloma nowoczesnymi rozwiązaniami. Należały do nich:
- mechaniczny podajnik węgla Stoker Standard HT
- przepustnica wielozaworowa na parę przegrzaną
- parowy napęd drzwiczek paleniskowych
- podgrzewacz wody z pompą systemu Worthingtona, wykorzystujący część pary odlotowej z cylindrów do podgrzewania wody zasilającej kocioł (parowozy o nr 1-20, 40-59 i 91-100)[4]
- pneumatyczny napęd nastawnicy (parowozy o numerach 1 – 30)

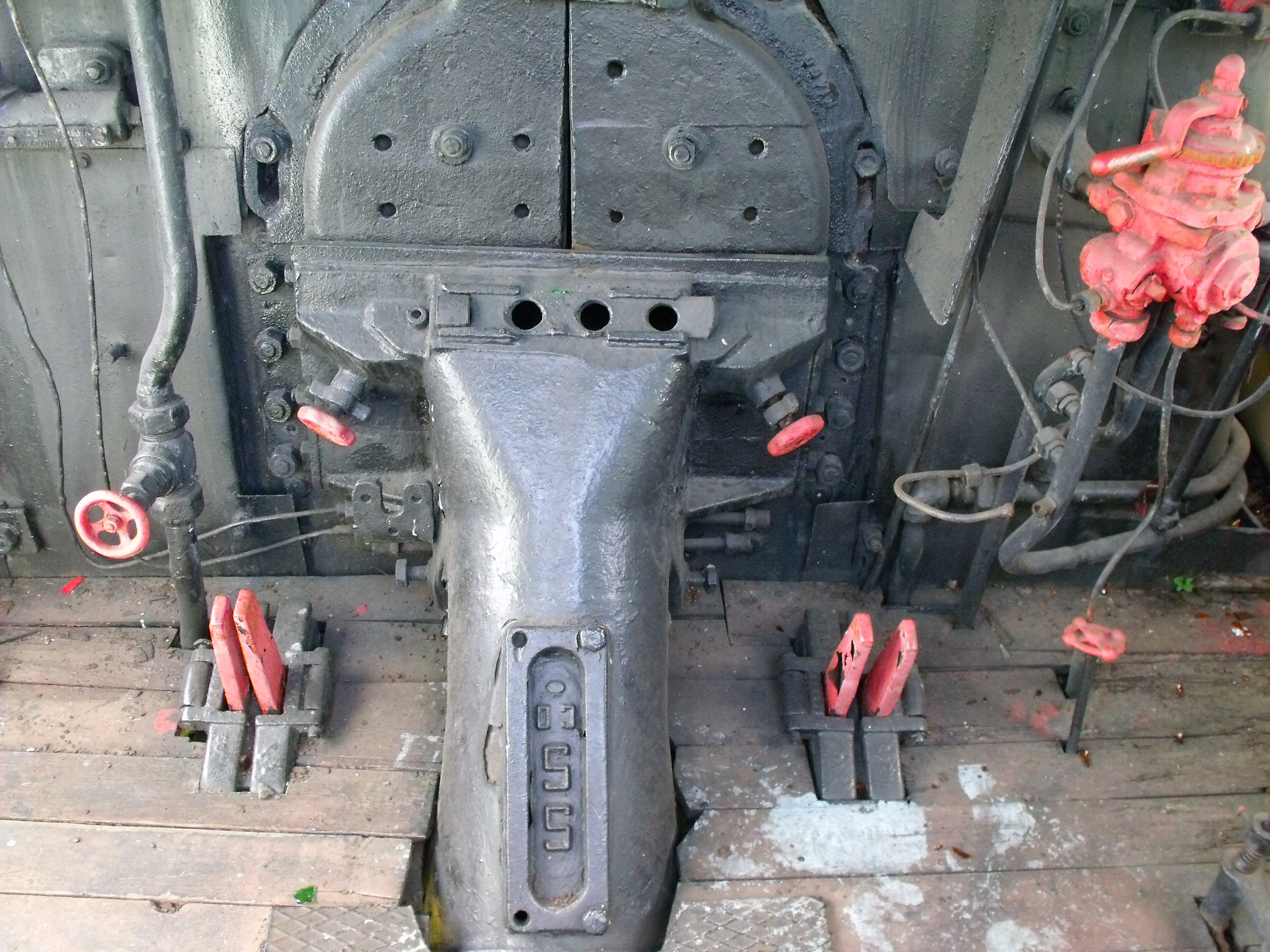
Głowica stokera w kabinie maszynisty Ty246

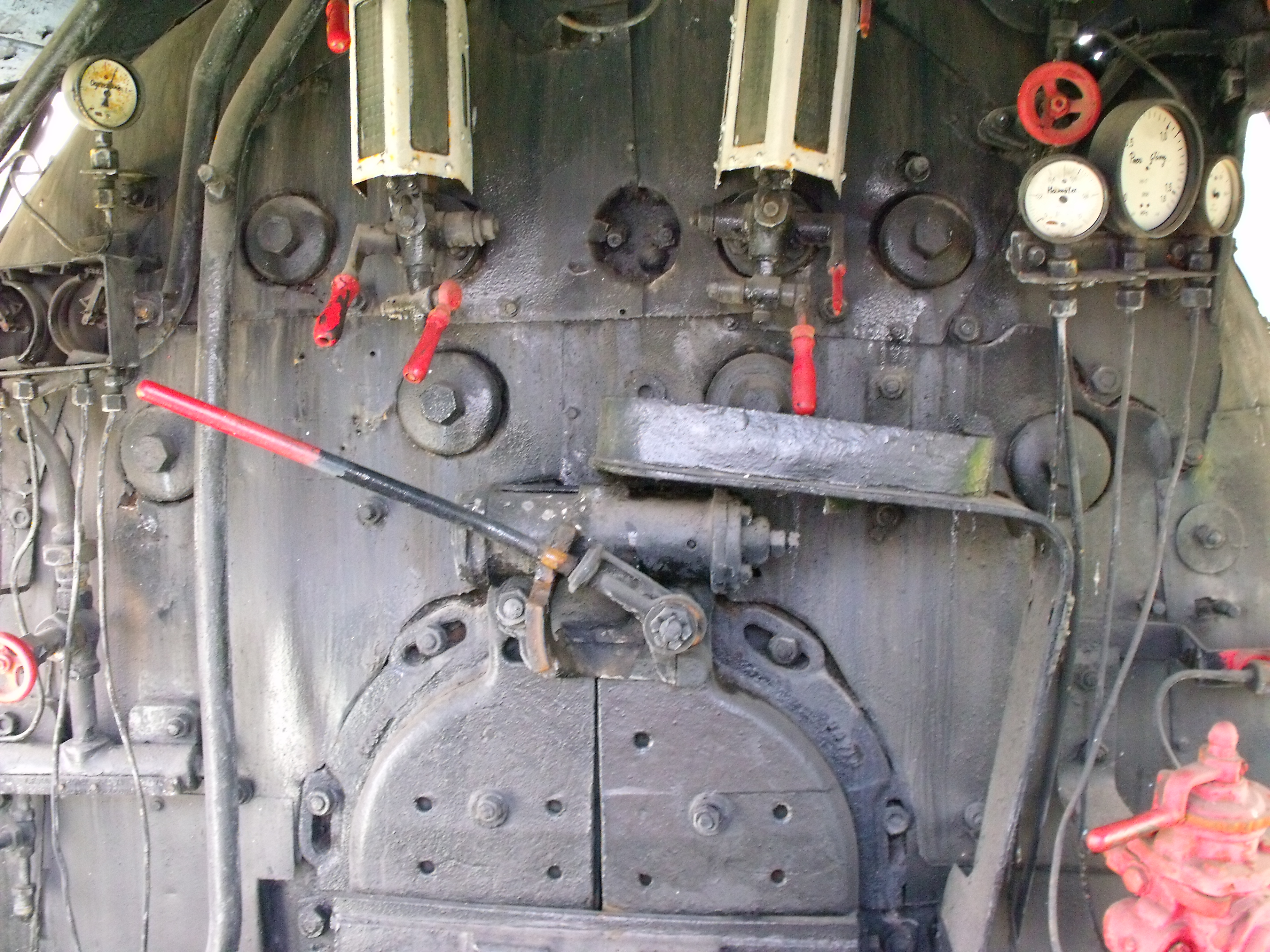
parowy napęd drzwiczek paleniskowych Ty246

Parowóz budowany na zlecenie PKP w amerykańskich fabrykach miał kilka typowo amerykańskich rozwiązań konstrukcyjnych. Najbardziej wyróżniającymi się były:
- cylindry parowe wykonane jako jeden odlew z poprzecznicą międzycylindrową,
- przedni półwózek typu kołyskowego
- sprzęg pomiędzy parowozem i tendrem typu Franklina,
- łańcuchowy hamulec ręczny na tendrze.

Zastosowane rozwiązania konstrukcyjne przyczyniły się do nazwania lokomotywy przez maszynistów „amerykańską limuzyną”. Ponieważ część parowozów miała podgrzewacz Worthingtona podający do kotła do 380 l/min wody podgrzanej do 110 °C (przy otwartej przepustnicy), a pozostałe inżektor Nathana o wydajności 315 l/min i temperaturze do 40 °C, wykonano badania dwóch parowozów: Ty246-46 bez podgrzewacza i Ty246-91 z podgrzewaczem. Z pociągiem 2500 ton na torze poziomym wersja z podgrzewaczem rozwijała ok. 65 km/h, a z inżektorami Nathana 55 km/h przy zużyciu węgla większym o około 10%. Do około 1965 roku zdemontowano z parowozów podgrzewacze zastępując je inżektorami Nathana.